# Miķeļtornis

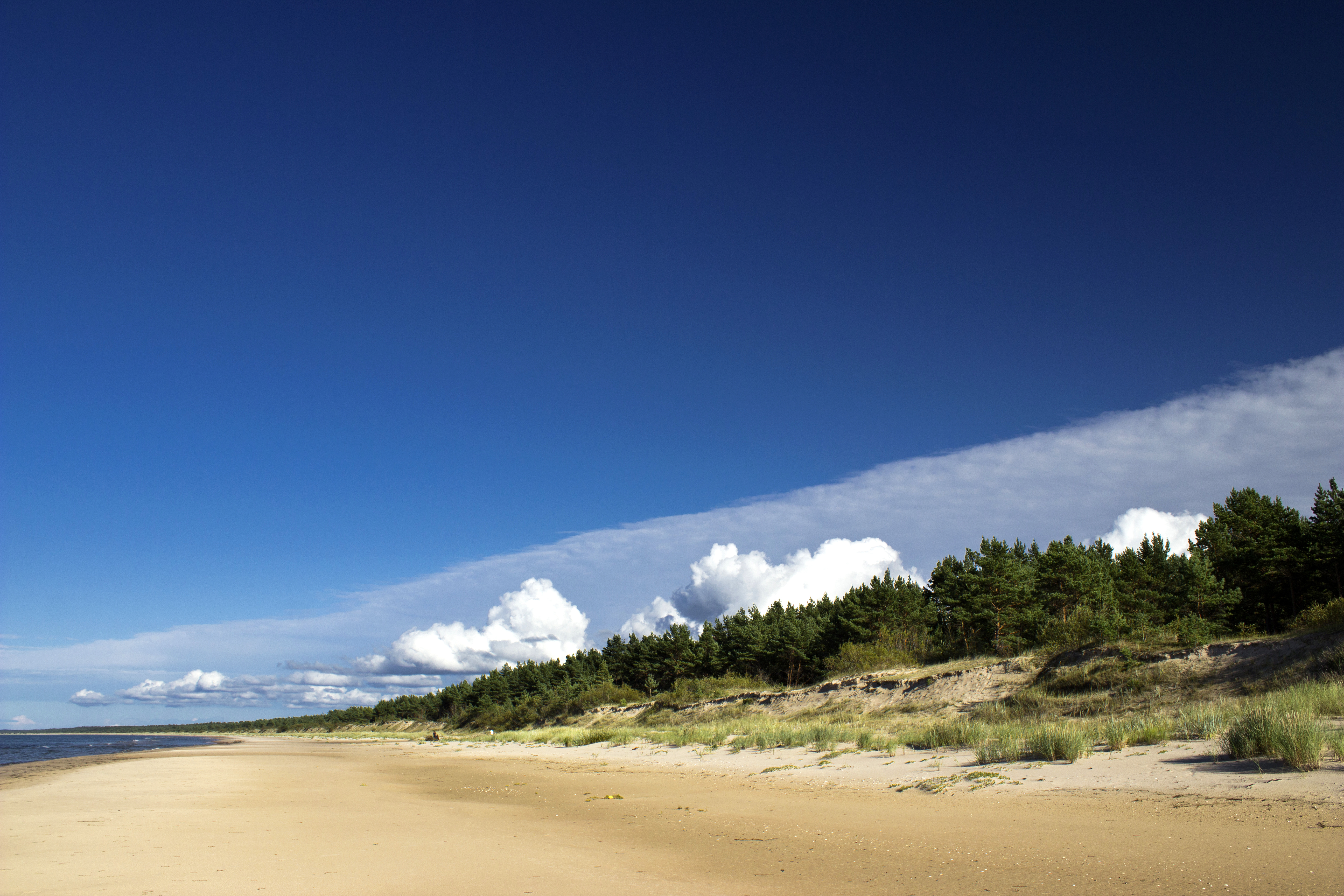
Ostseeküste bei Miķeļtornis

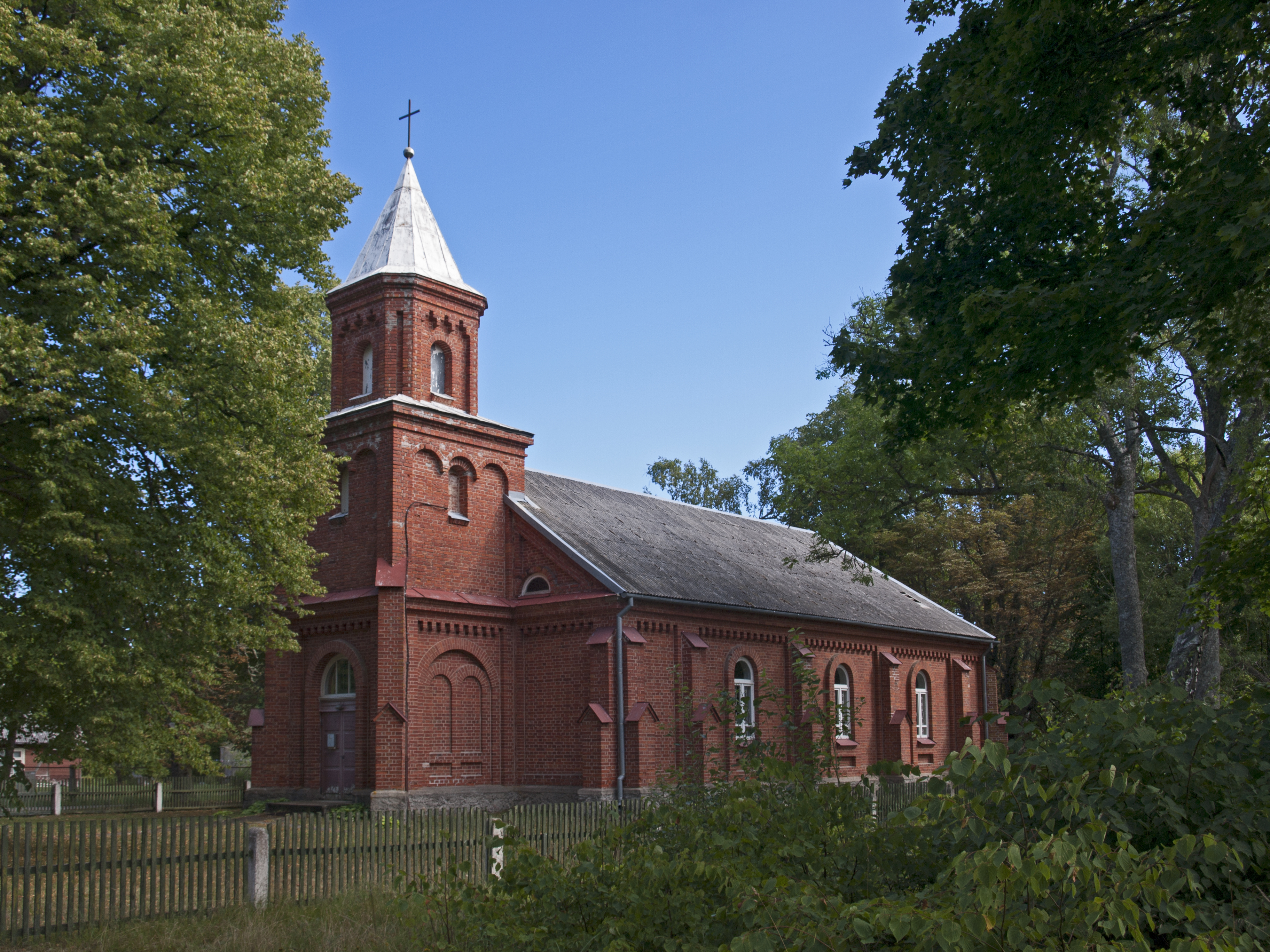
Lutherische Kirche

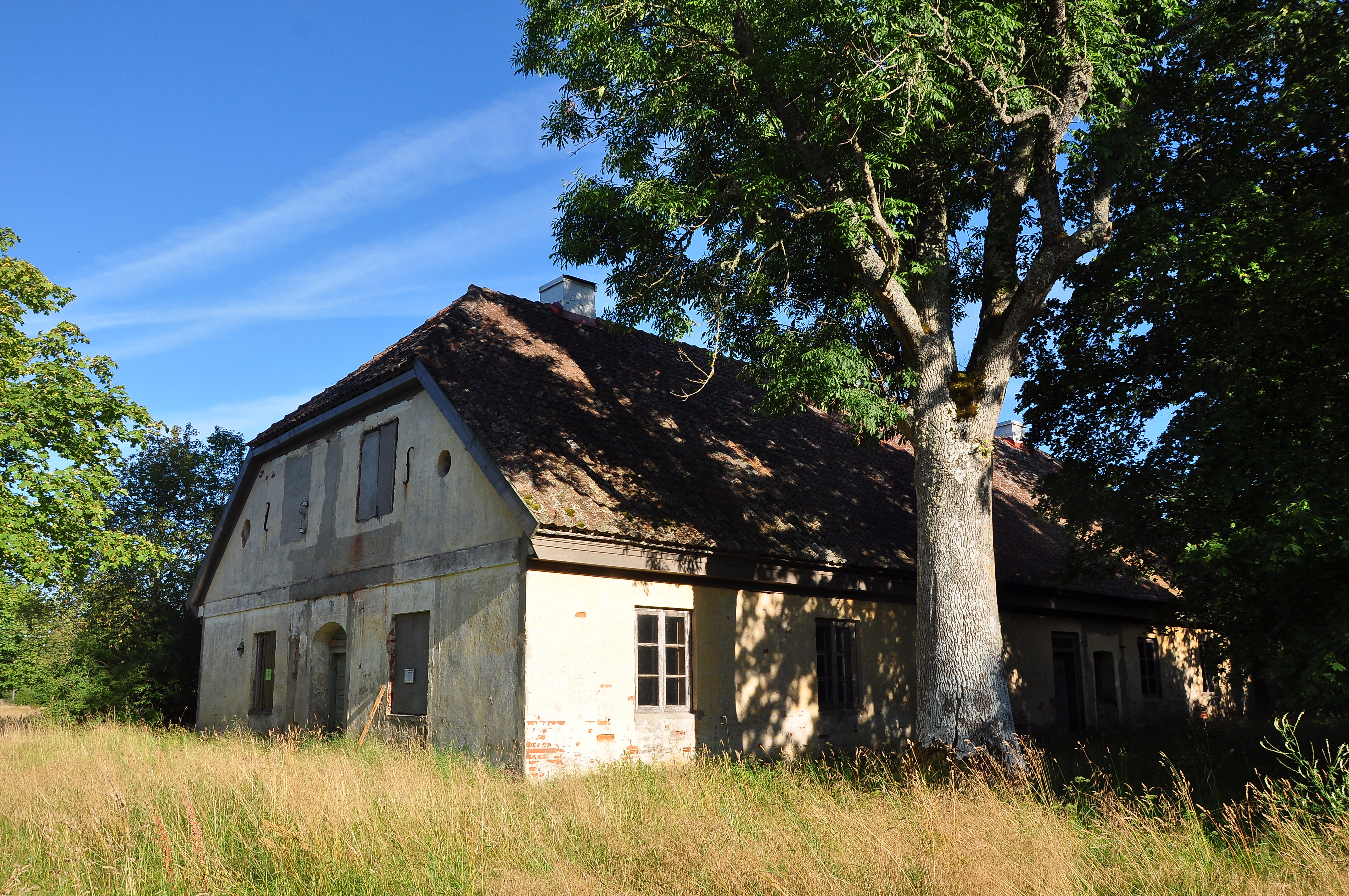
Historischer Dorfkrug in Miķeļtornis

Miķeļtornis (inoffiziell auch Miķeļbāka (Michelsturm), ursprünglich livisch Pizā (Pisa), davon abgeleitet deutsch Pissen) ist ein Dorf im nördlichen Kurland in Lettland. Es liegt an der Ostseeküste in der Nähe der Irbenstraße und gehört zur Gemeinde Tārgale des Bezirks Ventspils (Windau). Durch das Gemeindegebiet fließt die Irbe.
1,5 km südlich des Dorfes verläuft sich die Regionalstraße  (Ventspils – Kolka). Die Entfernung bis Ventspils beträgt 43 km, nach Riga 188 km.
Die Beherbergung von Sommerurlaubern ist die Haupteinnahmequelle des Ortes. Es gibt einen Campingplatz und mehrere Gästehäuser. Die breiten Sandstrände in der Nähe des Michelsturms werden selbst im Hochsommer relativ wenig genutzt.

## Geschichte
Miķeļtornis ist eines der zwölf livländischen Fischerdörfer in Nordkurland. Die Liven bildeten hier in den 1930er Jahren eine kleine Gemeinschaft mit eigener Sprache, Lebensweise und Tradition, haben sich aber inzwischen fast vollständig assimiliert. 1999 gaben nur noch neun Einwohner an, Liven zu sein.
Die lutherische St.-Michael-Kirche von Miķeļtornis wurde 1893 erbaut. Der 1957 errichtete Leuchtturm Miķeļtornis (Miķeļbāka) ist mit 56 m der höchste Leuchtturm in Lettland. Er wurde nach dem Neffen des russischen Kaisers Alexander II. Michailsturm (russisch Михайловский маяк Michailowski majak) benannt und gab dem Ort seinen lettischen Namen.
Der historische Dorfkrug von Miķeļtornis wurde 1853 erbaut und weist einen typischen Grundriss auf, der bis heute erhalten ist.
In Miķeļtornis befand sich ein Bahnhof an der Schmalspurbahn von Ventspils entlang der Küste nach Mazirbe und von dort über Dundaga in Richtung Stende. Diese wurde während des Ersten Weltkriegs 1916/1917 von deutschen Truppen zunächst als Feldbahn mit einer Spurweite von 600 mm errichtet und war später als öffentliche Bahn bis zur Stilllegung des gesamten kurländischen Schmalspurnetzes 1963 in Betrieb.